# Kerberos langebadreae
Kerberos
Pour les articles homonymes, voir Kerberos.
Genre
Espèce
Kerberos est un genre fossile de grands mammifères carnivores de l'ordre des Creodonta, du clade des Hyaenodonta, de la famille des Hyainailouridae et de la sous-famille des Hyainailourinae.
Une seule espèce est rattachée au genre : Kerberos langebadreae.

## Classification
Le genre Kerberos et l'espèce Kerberos langebadreae sont décrits par Solé et al. en 2015,,. 

## Découverte
Les seuls restes fossiles de Kerberos ont été découverts en France près de Lautrec dans le département du Tarn dans le sud-ouest de la France. Ils proviennent de la formation géologique des Molasses de Saix et de Lautrec (Grès de Puech Auriol et de Venès), d'âge Éocène supérieur, (Bartonien), soit il y a environ 40 Ma (millions d'années). 
Il s'agit d'un crâne, de deux hémi-mandibules et de plusieurs os des membres postérieurs.

## Description
C'est un animal de grande taille dont la masse est estimée à 140 kg, ce qui en ferait le plus grand mammifère carnivore) de l’Éocène connu en Europe.

## Paléobiologie
La découverte de ses os des pattes arrière, rarement conservés chez les créodontes qui sont essentiellement connus par leurs dents et leurs crânes, permet de préciser qu'il avait une déplacement plantigrade.
Sa taille importante, ses membres peu adaptés à la course et sa mâchoire puissante adaptée à la mastication démontrent que ce n'était pas un prédateur actif, mais vraisemblablement un charognard, à la différence de son contemporain le hyaenodontiné Hyaenodon qui présente une posture semi-plantigrade ou digitigrade, et une bonne adaptation à la course. 
Les Hyainailourinae, dont Kerberos ou plutôt ses ancêtres proches, sont apparus en Afrique et ont migré en Europe au début du Bartonien ; ce sont les plus anciens Hyainailourinae connus.